# Régions du Malawi
Le Malawi est divisé en 3 régions subdivisées en 28 districts et une population de 18 449 828 habitants sur 94,552 km2 (2020).

## Détails
- Région Nord

Population: 2,383,045 (2020)
Superficie: 27,131 km2
Capitale: Mzuzu
- Région centrale -

Population:7,922,416 (2020)
Superficie: 35,641 km2
:Capitale: Lilongwe
- Région Sud

Population: 8,144,367 (2020)
Superficie: 31,780 km2
Capitale: Blantyre.